# Santo Agostinho (Manaus)

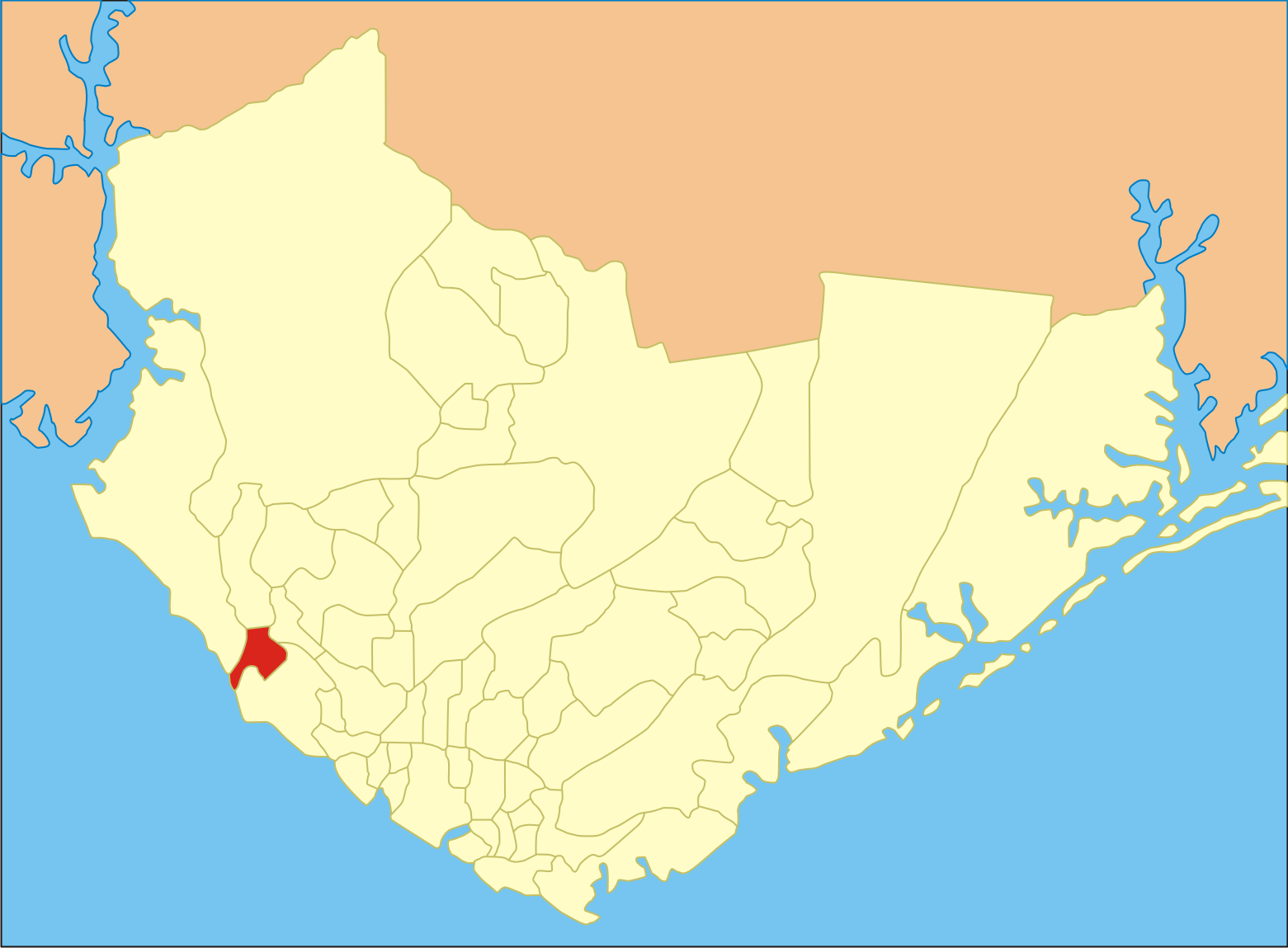
Localização do bairro Santo Agostinho em Manaus.

Santo Agostinho é um bairro do município brasileiro de Manaus, capital do estado do Amazonas. Localiza-se na Zona Oeste da cidade. De acordo com o censo do Instituto Brasileiro de Geografia e Estatística (IBGE), sua população era de 16 593 habitantes em 2010.

## População
Dados do Bairro
- População: cerca de 17 mil moradores

## Transportes
Santo Agostinho é atendido pela empresa Via Verde Transportes Coletivos.

## Bairros próximos
- Compensa
- Lírio do Vale
- Nova Esperança
- Ponta Negra